# Tympan humain
Pour les articles homonymes, voir Tympan.
En anatomie, le tympan est une membrane fibreuse séparant l'oreille externe et l'oreille moyenne. Le tympan est chargé de récolter les vibrations dues aux sons arrivant par le conduit auditif externe, et de les transmettre à la chaîne ossiculaire.

## Description

### Morphologie
Le tympan a une forme arrondie légèrement plus étroite dans le sens antéropostérieur (sa hauteur est en moyenne de 10 mm sa largeur de 8 mm). Il n'est pas dans un plan sagittal mais regarde en avant en bas et en dehors.
De ce fait, il a une surface plus grande que la section du conduit auditif externe, soit environ 60 mm2. Le tympan n'est pas une membrane plane, mais a une forme de cône, dont le sommet, correspondant à l'ombilic du marteau, est déprimé vers l'intérieur de 2 mm par rapport aux bords.
Le tympan normal peut parfois présenter une vasodilatation (dilatation des vaisseaux sanguins) qui est la conséquence du réflexe rouge provoqué par une stimulation du conduit auditif externe.

### Insertion
Le tympan s’insère dans le sillon tympanique (sulcus) par l’intermédiaire d’un bourrelet fibreux annulaire dit de Gerlach. Cet anneau, au niveau de l’échancrure de Rivinus, s’insère sur la courte apophyse du marteau en donnant les ligaments tympano-malléolaire antérieur et postérieur.

### Galerie anatomie
Le tympan peut être visualisé grâce à un examen otoscopique. Le schéma suivant révèle les différentes parties du tympan :

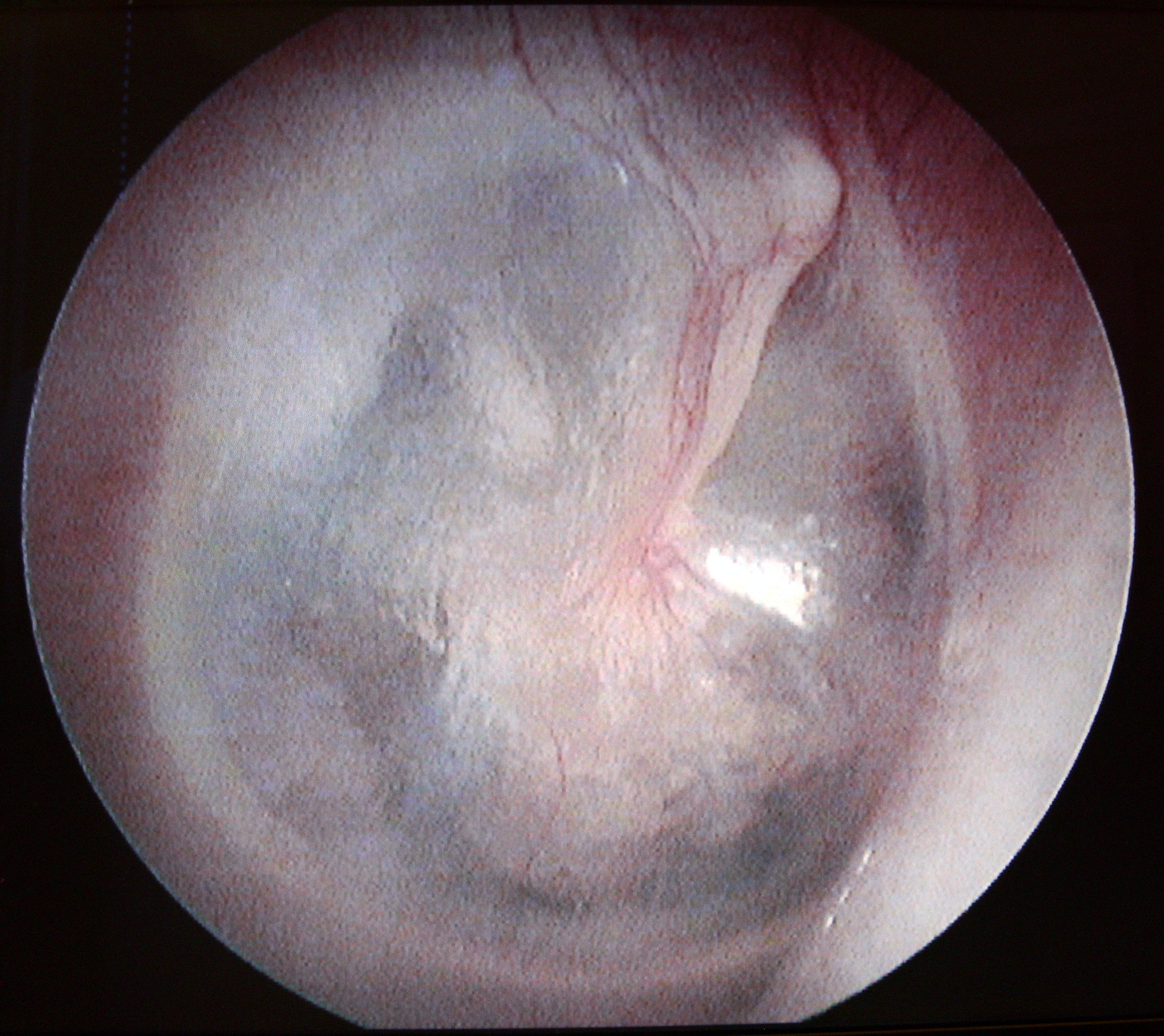
Tympan droit normal.
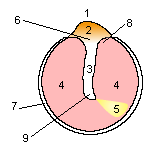
Schéma simplifié du tympan droit.

Légende du Schéma simplifié du tympan droit
1. Incisure de Rivinus
2. Pars flaccida
3. Manche du marteau (aussi appelé longue apophyse du marteau)
4. Pars tensa (membrane épidermique fibreuse)
5. Triangle lumineux de Politzer
6. Courte apophyse du marteau
7. Bourrelet fibro-cartilagineux annulaire de Gerlache
8. Ligaments tympano-malléolaires
9. Ombilic

### Structure
À partir des ligaments tympano-malléolaires on décrit deux parties :
- la pars tensa : située au-dessous des ligaments, elle représente la majeure partie du tympan. Cette portion est la plus rigide. Elle est, de l’extérieur vers l’intérieur, constituée de trois couches :

1. La couche épithéliale  qui est la continuité de l'épithélium pavimenteux stratifié kératinisé recouvrant l'oreille externe,
2. La couche fibreuse, la lamina propria, contenant en grande partie des fibres de collagène très organisées, dans une grande quantité de substance fondamentale. Cette organisation permet au tympan d'avoir ses caractéristiques de plasticité et d'élasticité qui permettent aux sons de le faire entrer en vibration,
3. La couche muqueuse : la plus interne est une muqueuse respiratoire de type épithélium cubique, qui recouvre toute l'oreille moyenne ;

- la pars flaccida ou membrane de Schrapnell, au-dessus des ligaments, est de très petite taille mais dépourvue de la couche intermédiaire fibreuse, ce qui en fait un point de fragilité électif de l’édifice.

## Galerie pathologie

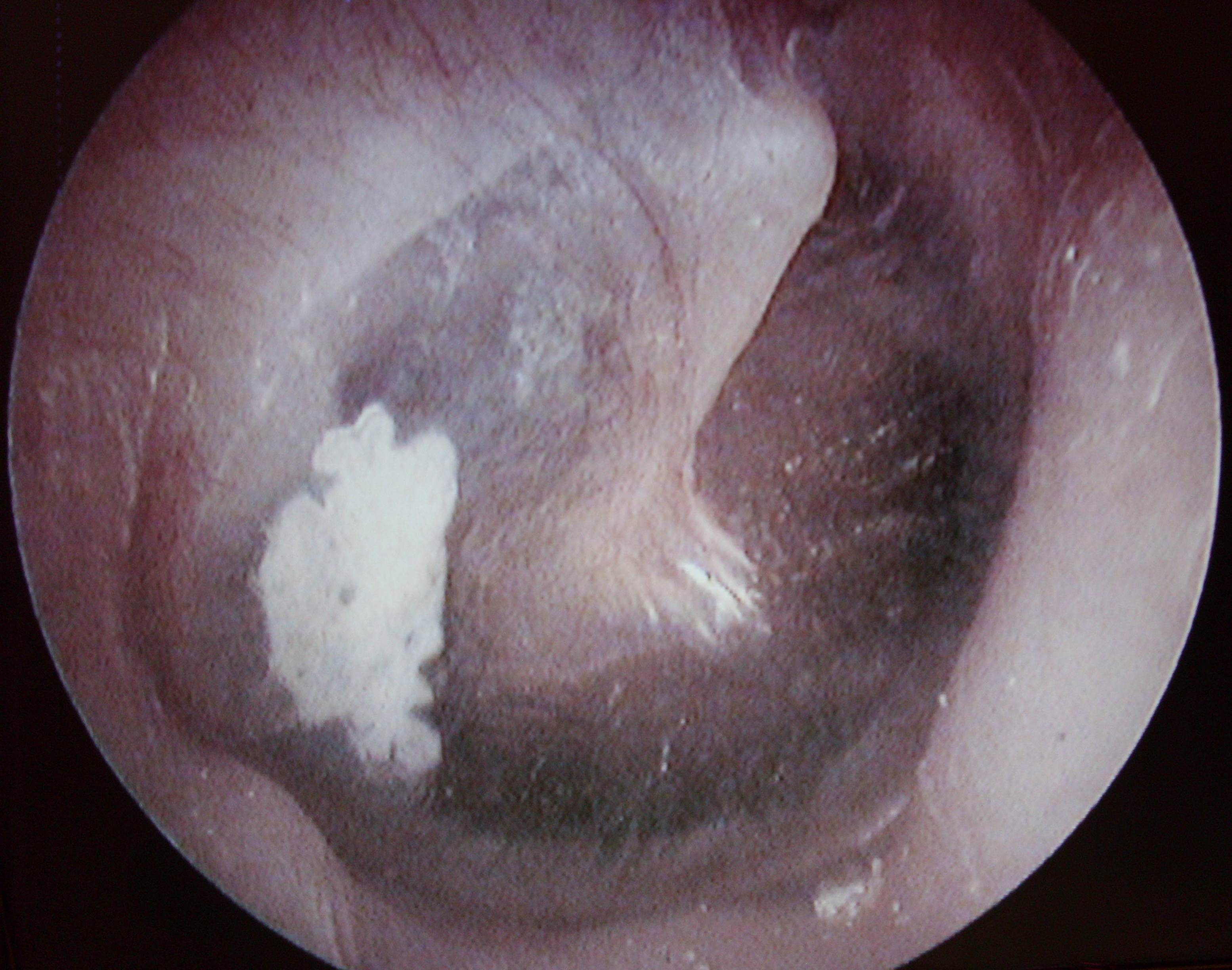
tympanosclérose du tympan droit.
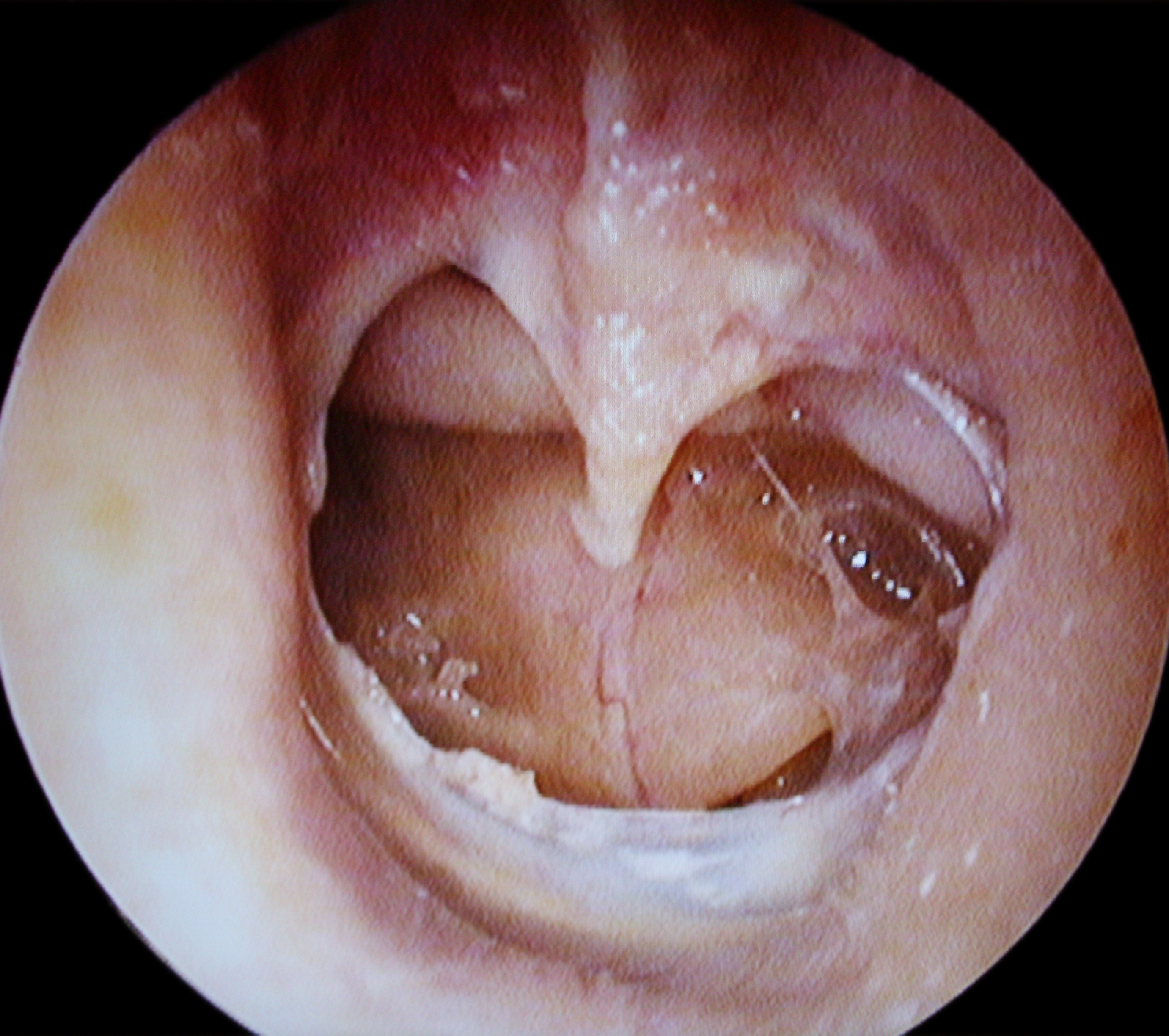
Large perforation du tympan gauche.
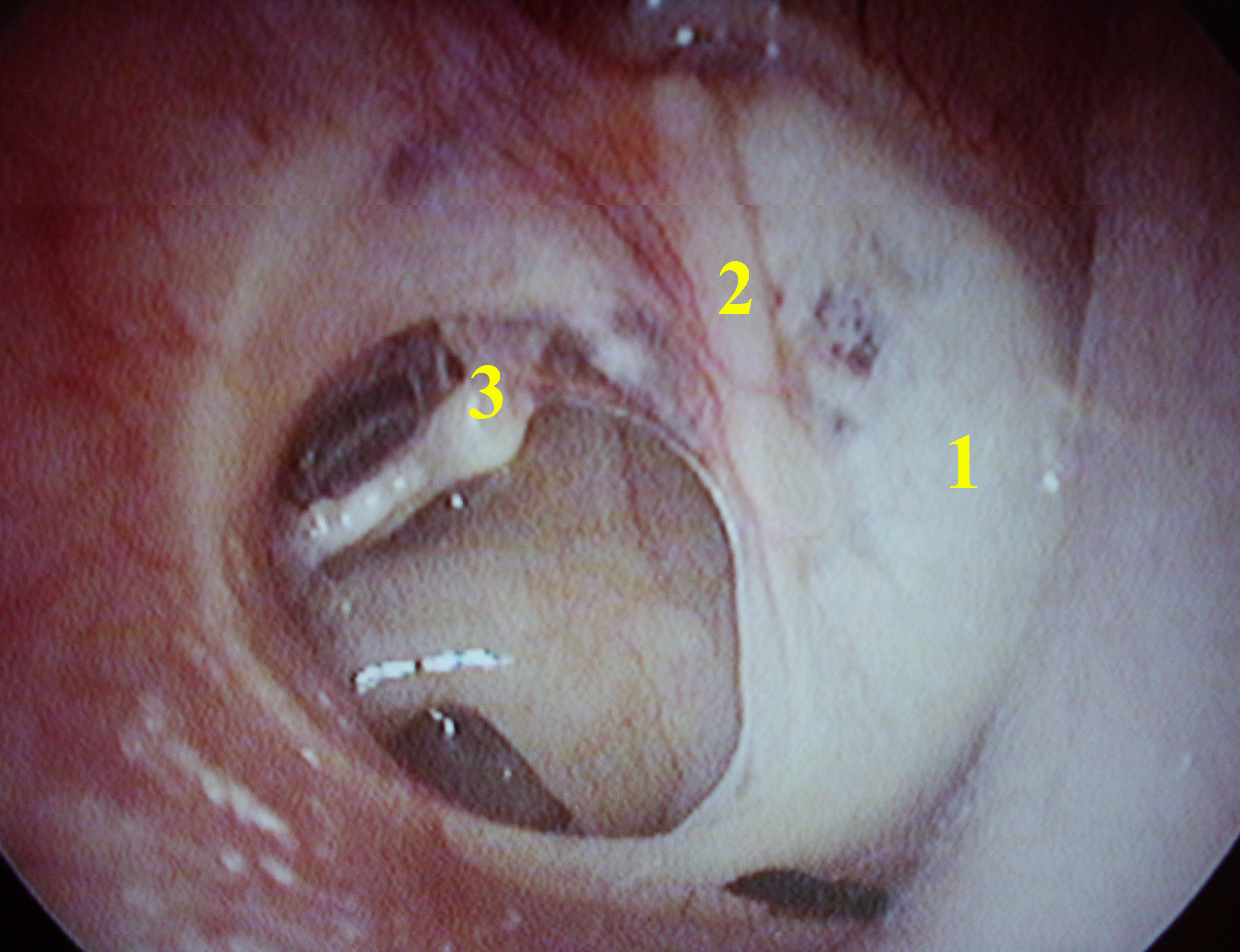
Perforation tympanique droite : 1) Tympanosclérose 2) Manche du marteau 3) Tête de l’étrier.

## Opérations chirurgicales

### Paracentèse (petite chirurgie)
On perce parfois les tympans lorsque cela s'avère nécessaire. Il s'agit d’un acte qui n’est pas anodin et qui répond à des critères précis, notamment dans ses indications et dans sa réalisation.
Suivant les indications, la paracentèse peut se pratiquer sous anesthésie locale (par injection ou par contact) ou sous anesthésie générale, mais jamais à vif. C'est un acte préalable à l'implantation d'un drain transtympanique (ou diabolo).

### Chirurgie
Dans les chirurgies des osselets et surtout de l’étrier, l’accès à la chaîne des osselets se fait en soulevant le tympan sous le sulcus, il n’est donc pas ouvert. Cette technique est également usitée pour les greffes simples.
Dans les cas les plus complexes une « voie postérieure » est choisie pour permettre un accès large aux cavités de l'oreille moyenne. Cette voie nécessite le décollement du pavillon et une mastoïdectomie, à savoir un fraisage de la mastoïde.
Pour reboucher un tympan percé, on peut pratiquer une myringoplastie, par exemple lorsque le trou pratiqué lors de l'insertion d'un drain transtympanique ne se rebouche pas naturellement.